# Henry Bliss
Henry Hale Bliss (13 de junho de 1830 — Nova Iorque, 14 de setembro de 1899) foi a primeira pessoa morta por um acidente de automóvel nos Estados Unidos, e a primeira conhecida nas Américas.

## Acidente e morte
Em 13 de setembro de 1899, Henry Bliss desembarcava de um bonde na West 74th Street com a Central Park West, em Nova Iorque, quando foi atropelado por um táxi (eletric-powered taxicab automobile 43) conduzido por Arthur Smith. Bliss teve seu tórax e cabeça esmagados, foi conduzido a um hospital, mas não resistiu aos ferimentos morrendo na manhã seguinte, 14 de setembro de 1899.
Arthur Smith, o motorista do táxi que matou Bliss, foi preso e acusado de homicídio, mas no julgamento foi absolvido pelo acidente ter sido considerado fatalidade.
No táxi que matou Bliss, Arthur Smith carregava David Edson, filho do ex-prefeito de Nova Iorque, Franklin Edson.

## Homenagem e controvérsia
Após a morte de Henry Bliss uma placa foi erguida na West 74th Street com a Central Park West para homenageá-lo. A placa, porém, diz que Bliss foi a primeira pessoa morta num acidente automobilístico no Hemisfério Ocidental. Bliss foi a primeira vitima fatal de um acidente automobilístico nos Estados Unidos e Continentes Americanos, mas a afirmação de que ele teria sido a primeira vitima fatal de um acidente desse tipo no Hemisfério Ocidental é controversa, já que o Hemisfério Ocidental corresponde a todo o lado oeste de Greenwich, e duas mortes envolvendo veículos já haviam acontecido nesse lado do planeta, antes de Bliss. Em 1896, Bridget Driscoll foi atropelada por um veículo perto do Palácio de Cristal, em Sydenham. E em 1869, Mary Ward foi morta por uma veículo a vapor na Irlanda, sendo, portanto, ela, a primeira pessoa morta num acidente automobilístico no Hemisfério Ocidental.